# Max Whitlock
Max Whitlock (født 13. januar 1993) er en britisk gymnast, der har specialiseret sig i redskabsgymnastik.
Han repræsenterede sit land under sommer-OL 2012 i London, hvor han tog bronze i mangekamp for hold og bronze i individuelt i bensving og mangekamp.
Under sommer-OL 2016 i Rio de Janeiro vandt han bronze i mangekamp, inden han blev dobbelt olympisk mester på samme dag i øvelser på gulv og bensving.
Under sommer-OL 2020 i Tokyo, som blev afholdt i 2021, blev han nummer 6 i holdkonkurrencen og tog guld i bensving.